# Río Figueroa (vattendrag i Región de Aisén)
Río Figueroa är en flod  i Chile.   Den ligger i regionen Región de Aisén, i den södra delen av landet, 1 200 km söder om huvudstaden Santiago de Chile.
I omgivningen kring Río Figueroa växer i huvudsak blandskog och området är nästan obefolkat, med mindre än två invånare per kvadratkilometer.